# Bazarak (Balkh)
Bazarak é uma cidade do Afeganistão, localizada na província de Balkh.